# فولمر (كامبريدجشير)
فولمر (بالإنجليزية: Fowlmere)‏ هي قرية و أبرشية مدنية تقع في المملكة المتحدة في إنجلترا. يقدر عدد سكانها بـ 1,190 نسمة .